# کنفرانس

## کنفرانس
هَمایش یا کُنفِرانس (به فرانسوی: Conference) کانفِرِنس (به انگلیسی: Conference، /ˈkɑːn.fɚ.əns/) به یک نوع تجمع گفته می‌شود که راجع به یک موضوع، بحث یا سخنرانی می‌کنند. یک کنفرانس جلسه‌ای رسمی است که برای بحث و گفتگو درباره موضوعات خاص برگزار می‌شود. کنفرانس‌ها می‌توانند حضوری، مجازی یا ترکیبی باشند و در زمینه‌های علمی، تجاری و حرفه‌ای متنوعی برگزار می‌شوند.

### تعاریف
معنی واژه‌ی کنفرانس در لغتنامه دهخدا به این صورت آمده است:
کنفرانس . [ ک ُ ف ِ ](فرانسوی ، اِ) اجتماع گروهی از متخصصان فن برای شور و بحث در مسائل فنی؛ اجتماع سیاستمداران، رؤسای دول و وزیران، به منظور حل یک مسئله سیاسی، داخلی یا بین‌المللی.
فرهنگ فارسی معین نیز واژهٔ کنفرانس را به این صورت تعریف کرده‌ است:

(کُ فِ) [ فر. ] (اِ.) انجمن سیاسی که از سران دولت یا نمایندگان سیاسی آنان تشکیل شود؛ جلسه‌ای رسمی با تعداد شرکت کنندگان معدود که در آن یک یا چند نفر سخنرانی می‌کنند و پس از بحث و مذاکره تصمیماتی اتخاذ و گاه قطعنامه‌ای صادر می‌شود، اجلاس، فراهمایی.

فرهنگستان زبان فارسی  معنی واژه‌ی هَمایش را به این صورت تعریف می‌کند:

«نشست‌هایی که شرکت‌کنندگان در آن‌ها نمایندگان دولت‌ها و سازمان‌ها یا متخصصان امور فرهنگی و ادبی و اجتماعی و سیاسی هستند و برای بحث و تبادل نظر و تصمیم‌گیری درباره‌ی موضوعی خاص گرد هم می‌آیند. چنین نشست‌هایی در سطح ملی یا بین‌المللی و به‌صورت دائمی یا موقت، برگزار می‌شوند».

### پوستر کنفرانس
اغلب کنفرانس ها شروع فراخوان با طراحی، انتشار پوستر و ارسال دعوت نامه همراه پوستر آغاز شده که نقش اساسی در تبلیغات محیطی هر کنفرانس دارد.

### انواع کنفرانس‌ها
هَمایش‌ها در سال‌های گذشته فقط به صورت حضوری برگزار می‌شدند ولی در سال‌های اخیر با پیشرفت فناوری‌های ارتباطیِ سفارشی‌سازی‌شده، و نرم‌افزارهای تخصصی هَمایش تصویری، امکان برگزاری در بستر مجازی نیز برای هَمایش‌ها فراهم شده است. در حال حاضر هَمایش‌ها به سه صورت برگزار می‌شوند:
- هَمایش‌های حضوری: در این نوع از هَمایش‌ها، شرکت‌کنندگان با حضور در یک محل برگزاری (تالار هَمایش) به مذاکره و تبادل نظر می‌پردازند.
- هَمایش‌های مجازی: در این روش برگزاری، شرکت‌کنندگان فقط به صورت مجازی در هَمایش شرکت می‌کنند و نیازی به حضور فیزیکی در محل برگزاری نیست و اصولا محلی برای حضور وجود ندارد.
- هَمایش‌های ترکیبی (Hybrid Events): در این روش برگزاری، هَمایش اصلی در تالار برگزاری با حضور تعدادی از متخصصان و شرکت‌کنندگان برگزار می‌شود ولی همزمان امکان شرکت در هَمایش به صورت مجازی نیز وجود دارد و شرکت‌کنندگانی که به دلایل متعدد امکان حضور در محل برگزاری را ندارند، می‌توانند از طریق زیرساخت مجازی، وارد تالار هَمایش شده و به سخنرانی‌ها گوش دهند و یا در بحث‌ها شرکت کنند.

### نحوه برگزاری همایش
- پیش‌برنامه‌ریزی: شامل انتخاب مکان، زمان، و موضوع.
- دعوت از سخنرانان: انتخاب متخصصان برای ارائه.
- تبلیغات و ثبت‌نام: اطلاع رسانی کنفرانس و ثبت‌نام شرکت‌کنندگان.